# 1866

## أحداث
- اندلاع الحرب النمساوية البروسية.
- تأسيس مدينة يامسا وتقع حاليا في فنلندا.
- تأسيس مدينة برينس ألبرت، ساسكاتشوان وتقع حاليا في كندا.
- تأسيس مدينة تيريوشيراببالي وتقع حاليا في الهند.
- 14 أبريل: تأسيس مدينة كيتمانشوب وتقع حاليا في ناميبيا.
- 1 نوفمبر: تأسيس مدينة نيلور وتقع حاليا في الهند.
- نهاية حرب جزر تشينتشا في 1866 والتي بدأت في 14 أبريل 1864.
- بداية حرب الغيمة الحمراء في 1866 والتي انتهت في 1868.
- 1 يناير - الاستقلال الذاتي لإمارة موناكو
- 3 أكتوبر - معاهدة فيينا تنهي الحرب بين النمسا وإيطاليا.
- 18 نوفمبر تأسيس الكلية السورية البروتستانتية في بيروت

## مواليد
- يوسف بورحيل المسماري
- ألفرد فيرنر
- إرنست مانغنال
- بينيدتو كروتشه
- تشوهاتشي نينوميا
- توماس مورغان
- جاسينتو بينابنتي
- جمال الدين القاسمي
- رامزي ماكدونالد
- رومان رولان
- سام هوليس
- شارل نيكول
- صن يات سين
- عدلي يكن
- لارس أولف ناثان سود بريلوم
- محمد حبيب شكير
- نينوميا تشوهاتشي
- هربرت جورج ويلز
- واكاتسوكي ريجيرو
- فاسيلي كاندينسكي

## وفيات
- ادموند بور
- برنارد ريمان
- توماس هودجكن
- جون مكدوال ستيوارت
- صامويل كورتيس
- صباح جابر الصباح
- عيسى البندنيجي
- كارلوس كوليدج
- الشيخ صباح ثاني الصباح.